# Winkel (Allstedt)
Winkel ist ein Ortsteil der Stadt Allstedt im Landkreis Mansfeld-Südharz in Sachsen-Anhalt. Bis zur Eingemeindung am 1. September 2010 wurde der Ort von Allstedt mitverwaltet. Letzte Bürgermeisterin war die parteilose Mathilde Kamprad.

## Geografie
Winkel liegt zwischen Sangerhausen und Querfurt im Landschaftsschutzgebiet Saale-Unstrut-Triasland.  

## Geschichte
In einem zwischen 881 und 899 entstandenen Verzeichnis des Zehnten des Klosters Hersfeld wird Winkel als zehntpflichtiger Ort Winchilla im Friesenfeld erstmals urkundlich erwähnt. Er lag im Amt Allstedt.
Mit Wirkung vom 1. Oktober 1945 wurde das bis dahin in Thüringen liegende Winkel dem Kreis Sangerhausen der Provinz Sachsen zugeordnet, ab 1952 dem DDR-Bezirk Halle. Seit 1990 liegt Winkel im Bundesland Sachsen-Anhalt.

## Politik

### Gemeinderat
Der Gemeinderat aus Winkel setzte sich aus acht Ratsfrauen und Ratsherren zusammen.

### Bürgermeister
Die ehrenamtliche Bürgermeisterin Mathilde Kamprad wurde am 2. März 2008 wiedergewählt.

## Kultur und Sehenswürdigkeiten
- Andreaskirche, erbaut im Jahre 1499

## Wirtschaft und Infrastruktur

### Verkehr
Östlich des Ortes verläuft die Bundesstraße 180 von Querfurt nach Eisleben. Die Autobahn A 38, die von Halle (Saale) nach Göttingen führt, liegt nördlich vom Winkel. 

## Persönlichkeiten, die vor Ort gewirkt haben
- Andreas Winkler (1498–1575), in Winkel geborener Pädagoge und Buchdrucker
- Friedrich Ludwig Anton Hoerschelmann (1740–nach 1792), Jurist und Historiker
- Georg Friedrich August Schmidt (1785–1858), protestantischer Oberpfarrer, Superintendent,  Kirchenrat, Buchautor, Bibliograf und Lexikograf
- Ada Müller-Braunschweig (1897–1959), Psychoanalytikerin, hier geboren